# Bruno Le Stum
Bruno Le Stum (né le 25 décembre 1959 au Havre) est un athlète français, spécialiste du 3 000 m steeple.

## Biographie
Il remporte deux titres nationaux du 3 000 m steeple, en 1990 et 1991, et s'adjuge par ailleurs en 1991 le titre du cross long des championnats de France de cross-country.
En 1992, il remporte la médaille d'argent par équipes des championnats du monde de cross, à Boston aux États-Unis, après avoir pris la dixième place de la course individuelle.
Il atteint les demi-finales des Jeux olympiques de 1988 à Séoul.

## Palmarès

### International
| Date | Compétition                    | Lieu   | Résultat | Épreuve         | Performance   |
| ---- | ------------------------------ | ------ | -------- | --------------- | ------------- |
| 1990 | Championnats d'Europe          | Split  | 8e       | 3 000 m steeple | 8 min 23 s 39 |
| 1992 | Championnats du monde de cross | Boston | 2e       | Par équipes     |               |

### National
- Championnats de France d'athlétisme :
  - vainqueur du 3 000 m steeple en 1990 et 1991.
- Championnats de France de cross-country :
  - vainqueur du cross long en 1991
  - 2e du cross long en 1992 et 1996
  - 3e du cross long en 1994

## Records
| Épreuve         | Performance   | Lieu | Date            |
| --------------- | ------------- | ---- | --------------- |
| 3 000 m steeple | 8 min 15 s 28 | Nice | 15 juillet 1991 |